# Агапе

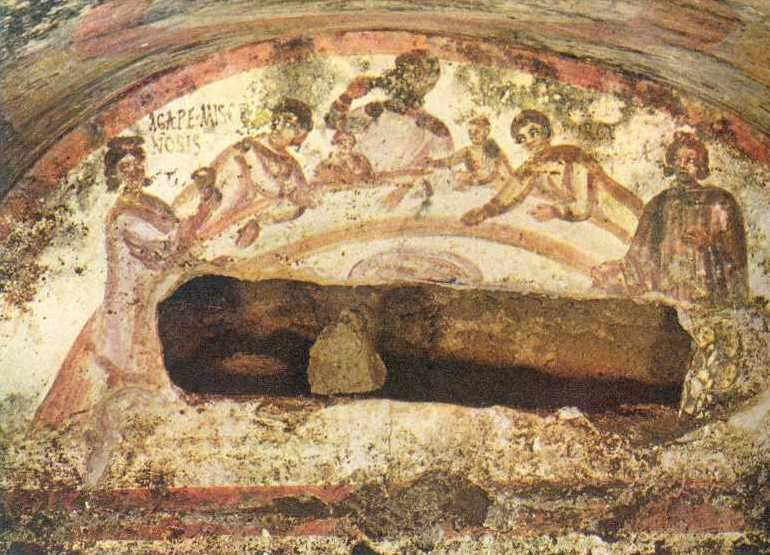
Фреска жіночої фігури, що тримає чашу на ранньому християнському Agape святі. Катакомби святих Марцеллина і Петра, Via Labicana, Рим

Ага́пе (грец. αγάπη) — Божа, безумовна, жертовна, дієва, вольова, турботлива любов. Грецькі філософи за часів Платона вживали термін для позначення універсальної, як противагу персональній, любові. Наприклад, для позначення любові до істини чи людей. Ранні християнські філософи використовували цей термін для позначення як особливої любові людини до Бога, так і Божої любові до людини, а також жертовної любові, що люди повинні відчувати один до одного (наприклад, Перше послання до Коринтян, глава 13). Така любов також стосується взаємин між людьми, зокрема шлюбу. Ця любов ґрунтується на принципах.
Від цього слова походить термін агапа на позначення учти, що її, як припускається, ранні християни влаштовували з різних причин: і як релігійний обряд, і як вияв милосердя до бідних.
Чарлз Сандерс Пірс у своїй філософській системі стверджував, що агапе є енергією створення еволюції в природі.